# پشتیبانی از سیستم عامل Wi-Fi
پشتیبانی از Wi-Fi سیستم عامل به عنوان امکاناتی که یک سیستم عامل ممکن است برای شبکه Wi-Fi شامل شود تعریف می شود. معمولاً از دو قطعه نرم افزار تشکیل شده است: درایورهای دستگاه و برنامه های کاربردی برای پیکربندی و مدیریت. پشتیبانی از درایور معمولاً توسط سازندگان سخت افزار چیپست یا تولیدکنندگان نهایی ارائه می شود. کلون های یونیکس مانند لینوکس، گاهی اوقات از طریق پروژه های منبع باز نیز در دسترس هستند. پشتیبانی پیکربندی و مدیریت شامل نرم افزاری برای شمارش، پیوستن و بررسی وضعیت شبکه های Wi-Fi موجود است. این شامل پشتیبانی از روش های مختلف رمزگذاری نیز می شود. این سیستم ها اغلب توسط سیستم عاملی ارائه می شوند که توسط یک مدل درایور استاندارد پشتیبانی می شود. در بیشتر موارد، درایورها یک دستگاه اترنت را شبیه‌سازی می‌کنند و از ابزارهای پیکربندی و مدیریت تعبیه‌شده در سیستم عامل استفاده می‌کنند. در مواردی که پیکربندی داخلی و پشتیبانی مدیریت وجود ندارد یا کافی نیست، سازندگان سخت‌افزار ممکن است نرم‌افزاری را برای انجام آن وظایف در نظر بگیرند.
== ویندوز مایکروسافت ==مایکروسافت ویندوز از Wi-Fi پشتیبانی کامل در سطح درایور دارد که کیفیت آن به سازنده سخت افزار بستگی دارد. سازندگان سخت افزار تقریباً همیشه درایورهای ویندوز را با محصولات خود ارسال می کنند. ویندوز با درایورهای Wi-Fi بسیار کمی عرضه می شود و به تولید کنندگان تجهیزات اصلی (OEM) و سازندگان دستگاه بستگی دارد تا مطمئن شوند کاربران درایور دریافت می کنند. پیکربندی و مدیریت به نسخه ویندوز بستگی دارد.
نسخه های قبلی ویندوز، مانند 98، ME، و 2000 پیکربندی داخلی و پشتیبانی مدیریتی ندارند و باید به نرم افزار ارائه شده توسط سازنده بستگی داشته باشند.
مایکروسافت ویندوز XP دارای پشتیبانی از پیکربندی و مدیریت داخلی است. نسخه حمل و نقل اصلی ویندوز XP شامل پشتیبانی ابتدایی بود که در Service Pack 2 به طرز چشمگیری بهبود یافت. پشتیبانی از WPA2 و برخی دیگر از پروتکل های امنیتی نیازمند به روز رسانی از سوی مایکروسافت است. بسیاری از تولیدکنندگان سخت‌افزار نرم‌افزار خود را ارائه می‌کنند و از کاربر می‌خواهند که پشتیبانی از Wi-Fi داخلی ویندوز را غیرفعال کند.
ویندوز ویستا، ویندوز 7، ویندوز 8 و ویندوز 10 پشتیبانی از Wi-Fi را نسبت به ویندوز XP با رابط بهتر و پیشنهادی برای اتصال به Wi-Fi عمومی در زمانی که اتصال دیگری در دسترس نیست، بهبود بخشیده اند.
== macOS و Mac OS کلاسیک ==اپل اولین پذیرنده Wi-Fi بود و خط تولید AirPort خود را بر اساس استاندارد 802.11b در جولای 1999 معرفی کرد. اپل بعداً AirPort Extreme را معرفی کرد که یک پیاده سازی 802.11g بود. همه رایانه‌های اپل، که با iBook اصلی در سال 1999 شروع شد، یا شامل شبکه AirPort 802.11 بودند یا به طور خاص برای ارائه شبکه 802.11 طراحی شده‌اند که تنها با افزودن کارت داخلی AirPort (یا بعداً یک AirPort Extreme Card) به رایانه داخلی متصل می‌شود. در آنتن ها در اواخر سال 2006، اپل شروع به ارسال مک‌ها با تراشه‌های Wi-Fi Broadcom کرد که از استاندارد Draft 802.11n نیز پشتیبانی می‌کردند، اما این قابلیت غیرفعال شد و اپل تا مدتی بعد که پیش‌نویس پیشرفت بیشتری کرد، ادعا یا تبلیغ نکرد که توانایی سخت‌افزار را دارد. در ژانویه 2007 در نمایشگاه Macworld، اپل اعلام کرد که کامپیوترهای آنها با پشتیبانی از Draft 802.11n عرضه خواهند شد.
اپل سیستم عامل، سخت افزار کامپیوتر، درایورهای همراه، ایستگاه های پایه Wi-Fi AirPort و نرم افزار پیکربندی و مدیریت را تولید می کند. پیکربندی و مدیریت داخلی در بسیاری از برنامه‌ها و ابزارهای کاربردی سیستم عامل یکپارچه شده است. Mac OS X دارای پشتیبانی از Wi-Fi، از جمله WPA2 است و با درایورهای تمام کارت‌های AirPort Extreme و AirPort فعلی و گذشته اپل ارائه می‌شود. MacOS همچنین از گسترش این قابلیت از طریق سخت افزار شخص ثالث خارجی پشتیبانی می کند.
Mac OS 9 از AirPort و AirPort Extreme نیز پشتیبانی می‌کند، و درایورهایی برای تجهیزات دیگر تولیدکنندگان دیگر وجود دارد که گزینه‌های Wi-Fi را برای سیستم‌های قبلی که برای کارت‌های AirPort طراحی نشده‌اند، ارائه می‌کنند. نسخه‌های Mac OS قبل از Mac OS 9 مربوط به Wi-Fi هستند و هیچ پشتیبانی Wi-Fi ندارند، اگرچه برخی از سازندگان سخت‌افزار شخص ثالث درایورها و نرم‌افزارهای اتصال را ساخته‌اند که به نسخه‌های قبلی اجازه استفاده از Wi-Fi را می‌دهد.
== سیستم های یونیکس مانند منبع باز ==لینوکس، FreeBSD و شبیه‌سازی‌های مشابه یونیکس از Wi-Fi پشتیبانی بسیار بیشتری دارند. با توجه به ماهیت منبع باز این سیستم عامل ها، استانداردهای مختلفی برای پیکربندی و مدیریت دستگاه های Wi-Fi ایجاد شده است. ماهیت منبع باز همچنین درایورهای منبع باز را تقویت می کند که بسیاری از دستگاه های شخص ثالث و اختصاصی را قادر می سازد تحت این سیستم عامل ها کار کنند. برای اطلاعات بیشتر در مورد این درایورها به مقایسه درایورهای بی سیم منبع باز مراجعه کنید.
لینوکس دارای پشتیبانی اختیاری Wi-Fi است، اما این یک الزام نیست. این امر به ویژه در مورد نسخه‌های هسته قدیمی‌تر، مانند سری 2.6 [انکر شکسته] که هنوز به طور گسترده توسط توزیع‌های سازمانی استفاده می‌شود، صادق است. درایورهای بومی برای بسیاری از چیپست‌های Wi-Fi یا به صورت تجاری یا بدون هیچ هزینه‌ای در دسترس هستند،  اگرچه برخی از تولیدکنندگان درایور لینوکس را تولید نمی‌کنند، فقط یک ویندوز را تولید می‌کنند. در نتیجه، بسیاری از چیپست های محبوب یا اصلاً درایور لینوکس بومی ندارند یا فقط یک درایور نیمه کاره دارند. برای این موارد، NdisWrapper رایگان و رقیب تجاری آن DriverLoader اجازه می دهد تا از 6 ژانویه 2005، از درایورهای NDIS نسخه های x86 و 64 بیتی ویندوز در سیستم های لینوکس مبتنی بر x86 و معماری های 86_64 استفاده شود.علاوه بر فقدان درایورهای بومی، برخی از توزیع‌های لینوکس رابط کاربری مناسبی را ارائه نمی‌دهند و پیکربندی Wi-Fi روی آنها می‌تواند در مقایسه با پیکربندی درایورهای اترنت سیمی، عملیاتی ناشیانه و پیچیده باشد. این با پذیرش ابزارهایی مانند NetworkManager و wicd که به کاربران اجازه می‌دهد به طور خودکار بین شبکه‌ها جابجا شوند، بدون دسترسی ریشه یا فراخوانی خط فرمان ابزارهای بی‌سیم سنتی، در حال تغییر است. اما برخی از توزیع ها شامل تعداد زیادی درایور از پیش نصب شده مانند اوبونتو هستند.
FreeBSD دارای پشتیبانی از Wi-Fi مشابه لینوکس است. FreeBSD 7.0 پشتیبانی کامل از WPA و WPA2 را معرفی کرد، اگرچه در برخی موارد این به درایور وابسته است. FreeBSD همراه با درایورهای بسیاری از کارت‌ها و چیپ‌ست‌های بی‌سیم، از جمله آن‌هایی که توسط Atheros، Intel Centrino، Ralink، Cisco، D-link و Netgear ساخته شده‌اند، ارائه می‌شود و از طریق مجموعه پورت‌ها برای دیگران پشتیبانی می‌کند. FreeBSD همچنین دارای "Project Evil" است که توانایی استفاده از درایورهای Windows x86 NDIS را در سیستم‌های FreeBSD مبتنی بر x86 مانند NdisWrapper در لینوکس، و درایورهای Windows amd64 NDIS در سیستم‌های مبتنی بر amd64 را فراهم می‌کند.
NetBSD، OpenBSD، و DragonFly BSD پشتیبانی از Wi-Fi مشابه FreeBSD دارند. کد برخی از درایورها و همچنین چارچوب هسته برای پشتیبانی از آنها، عمدتاً در بین 4 BSD به اشتراک گذاشته شده است.
هایکو از سپتامبر 2009 از پشتیبانی اولیه Wi-Fi برخوردار بوده است.
Solaris و OpenSolaris پروژه شبکه بی‌سیم را برای ارائه درایورهای Wi-Fi و پشتیبانی دارند.
اندروید از WiFi پشتیبانی می‌کند، و آن را بر شبکه‌های تلفن همراه ترجیح می‌دهد.
سیستم عامل Unison برای مجموعه وسیعی از ماژول‌ها از WiFi تعبیه‌شده پشتیبانی می‌کند، به طوری که آن را بر شبکه‌های تلفن همراه ترجیح می‌دهند (که همچنین از قفسه پشتیبانی می‌کنند). وای فای و بلوتوث ترکیبی برای سیستم های تعبیه شده نیز ارائه شده است.